# Sämling

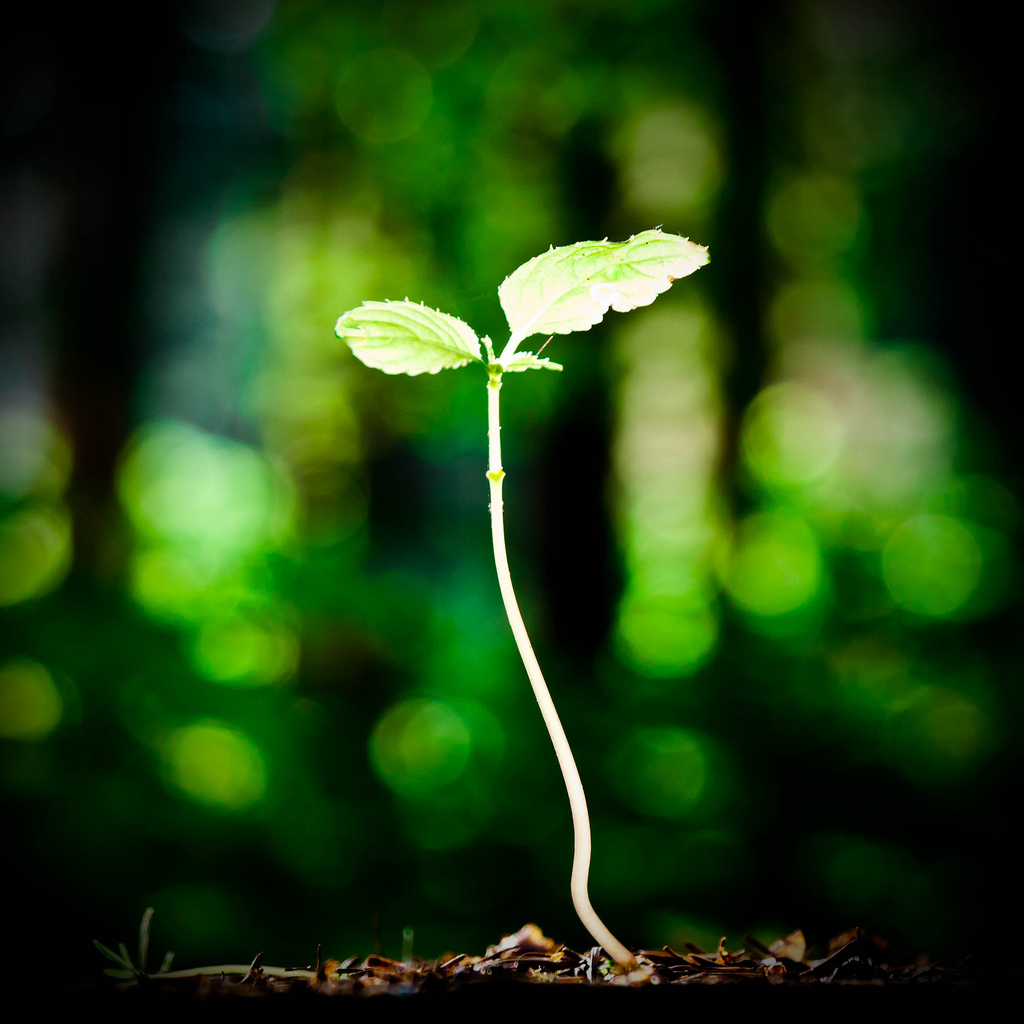
Sämling mit zwei Keimblättern

Ein Sämling (auch Keimling genannt) ist eine aus einem Samen durch Keimung aus dem Embryo entstandene junge Pflanze.

## Typen von Sämlingen
Je nach Verwandtschaftsgruppe entstehen bei der Samenkeimung unterschiedlich gebaute Sämlinge.

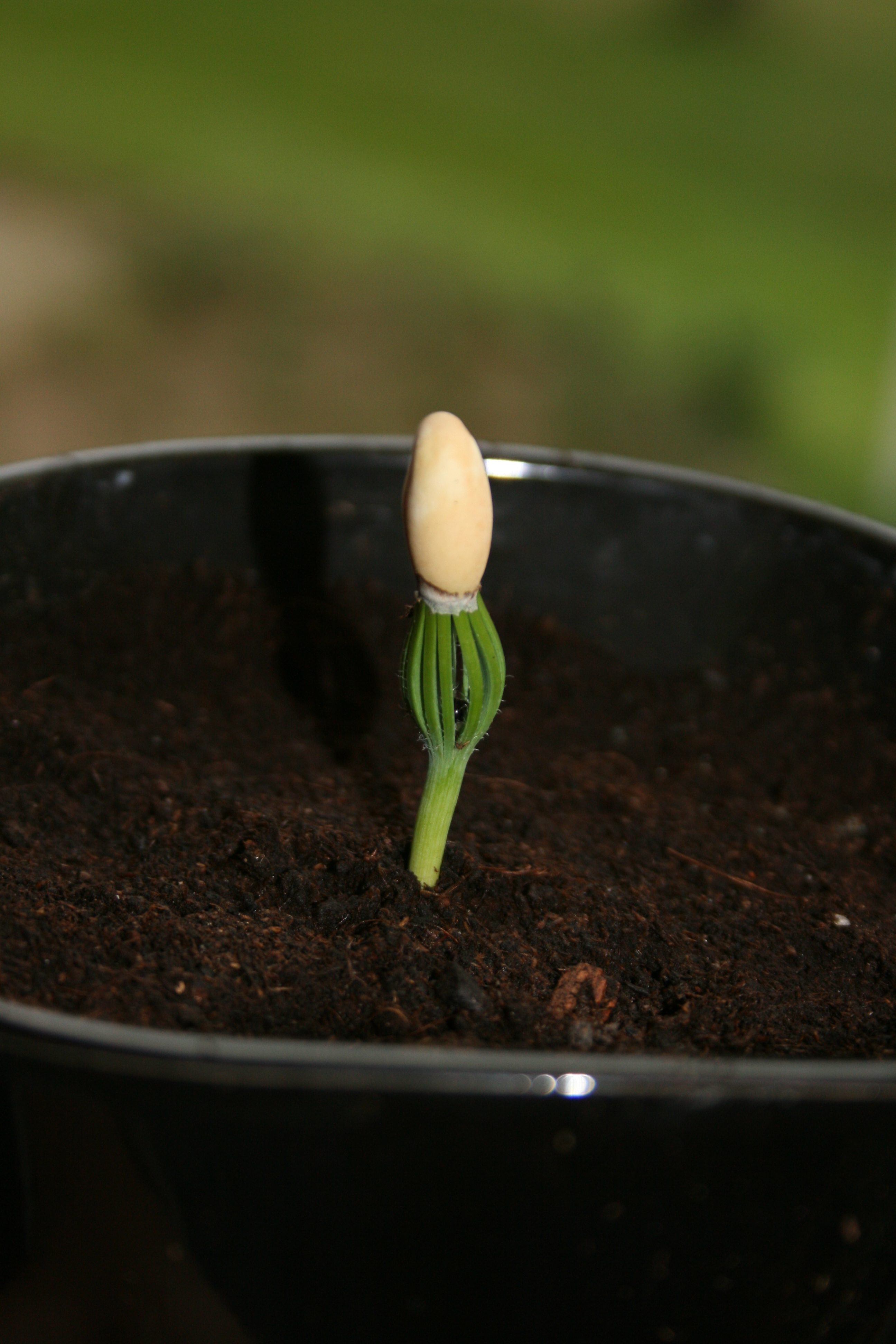
Keimung der Pinus pinea als Gymnosperme aus einem Pinienkern
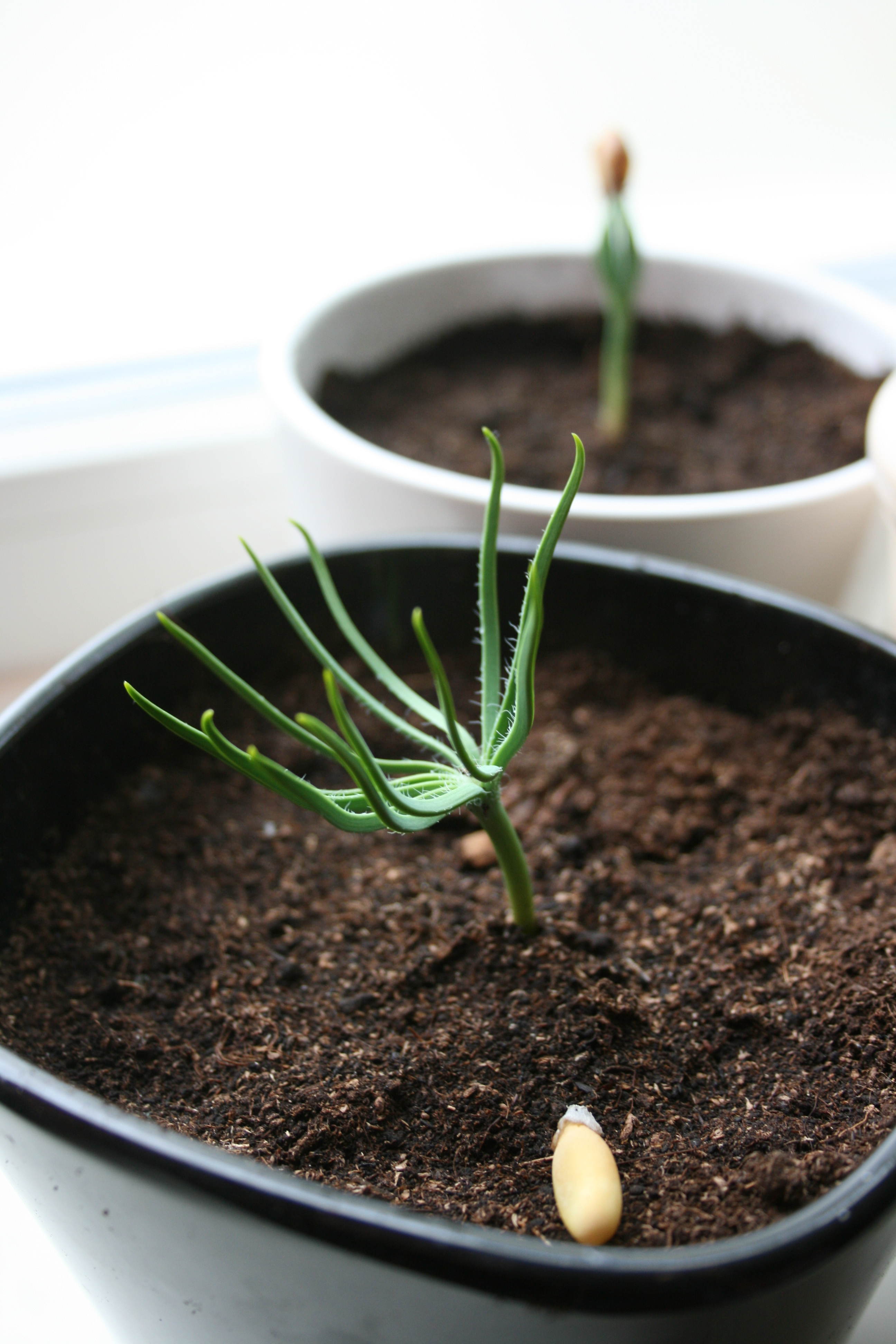
Dieser Gymnospermensämling hat viele Keimblätter
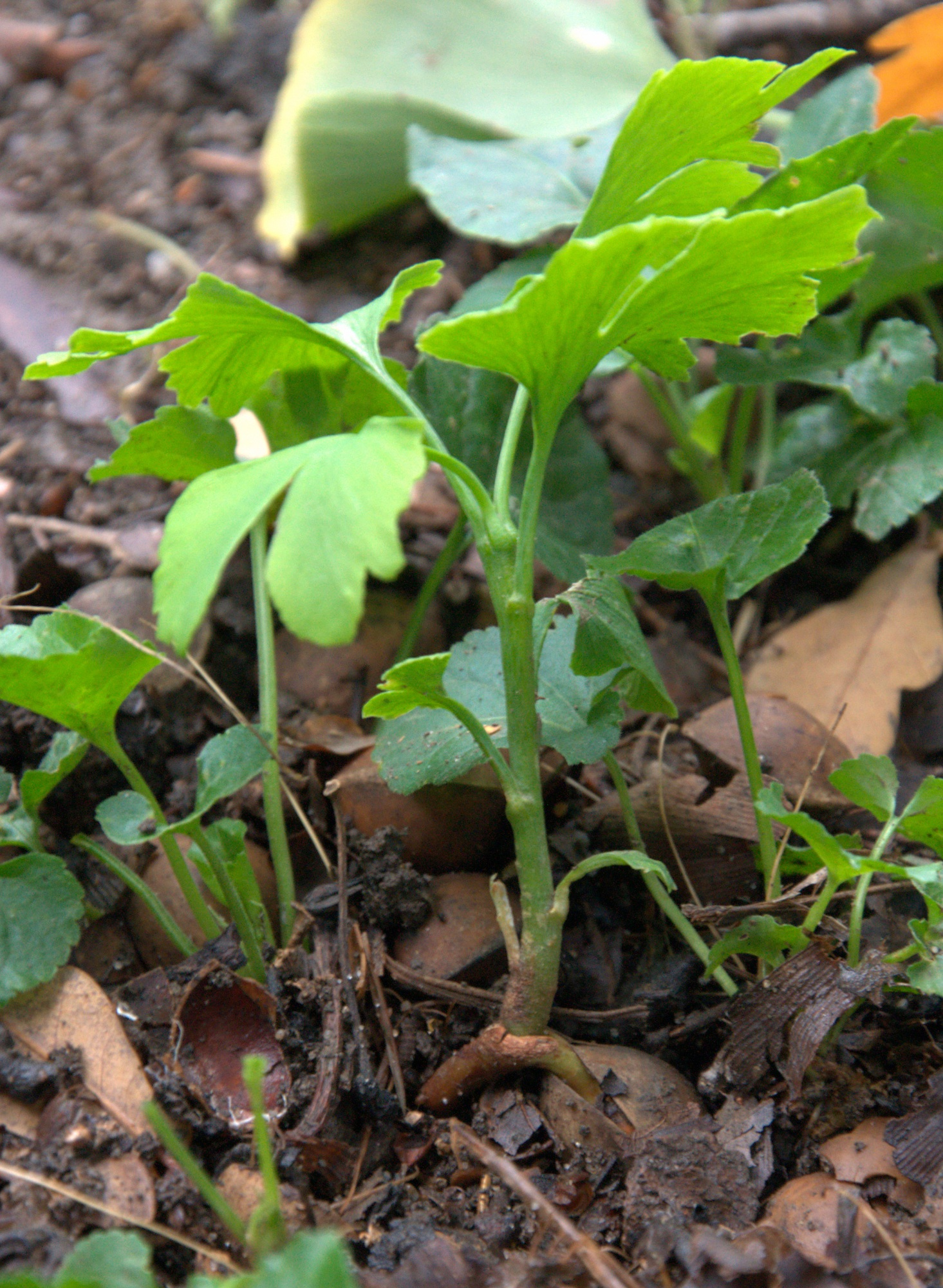
Sämling von Ginkgo biloba
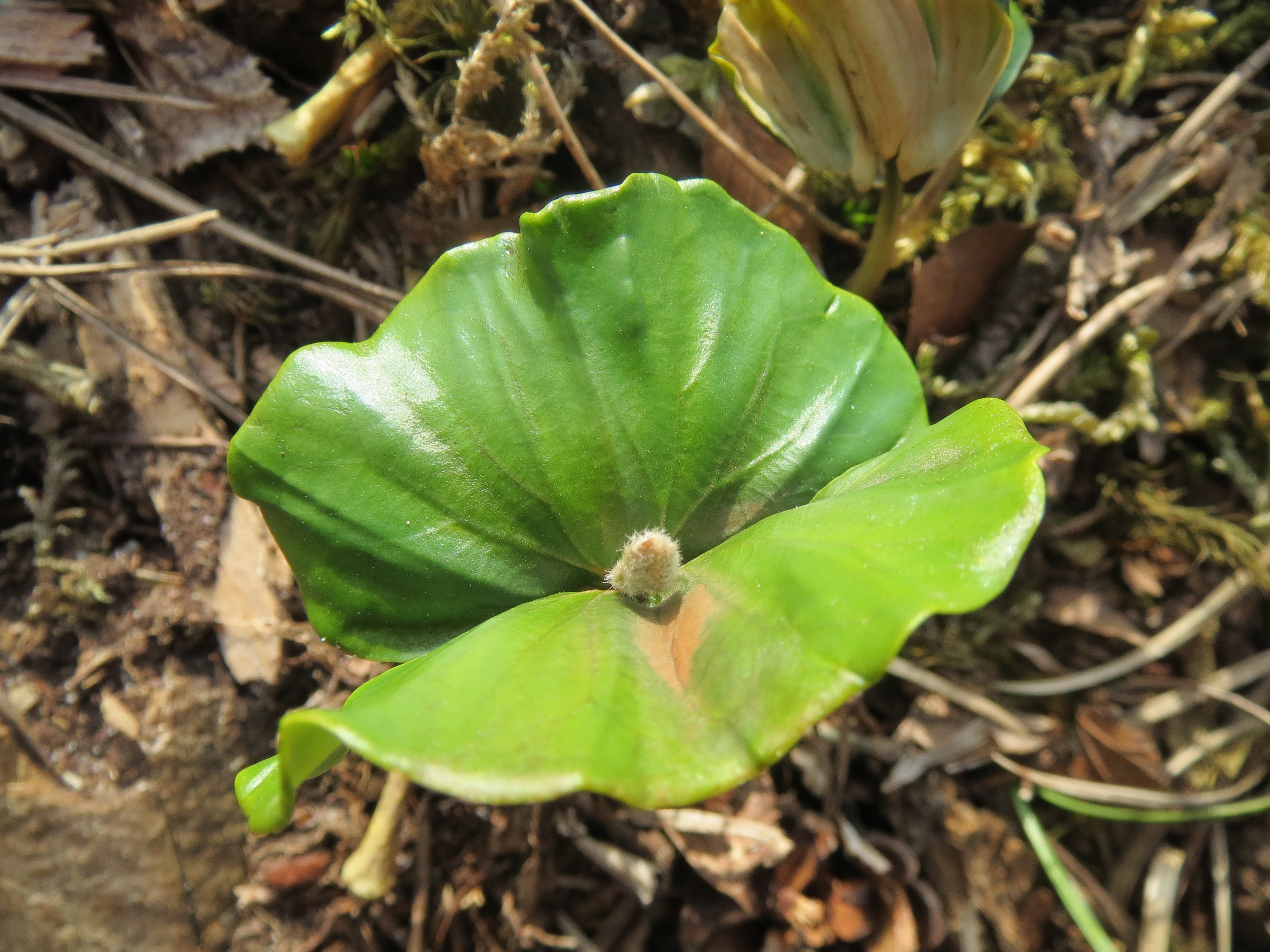
Sämling der Rotbuche als zweikeimblättrige Angiosperme
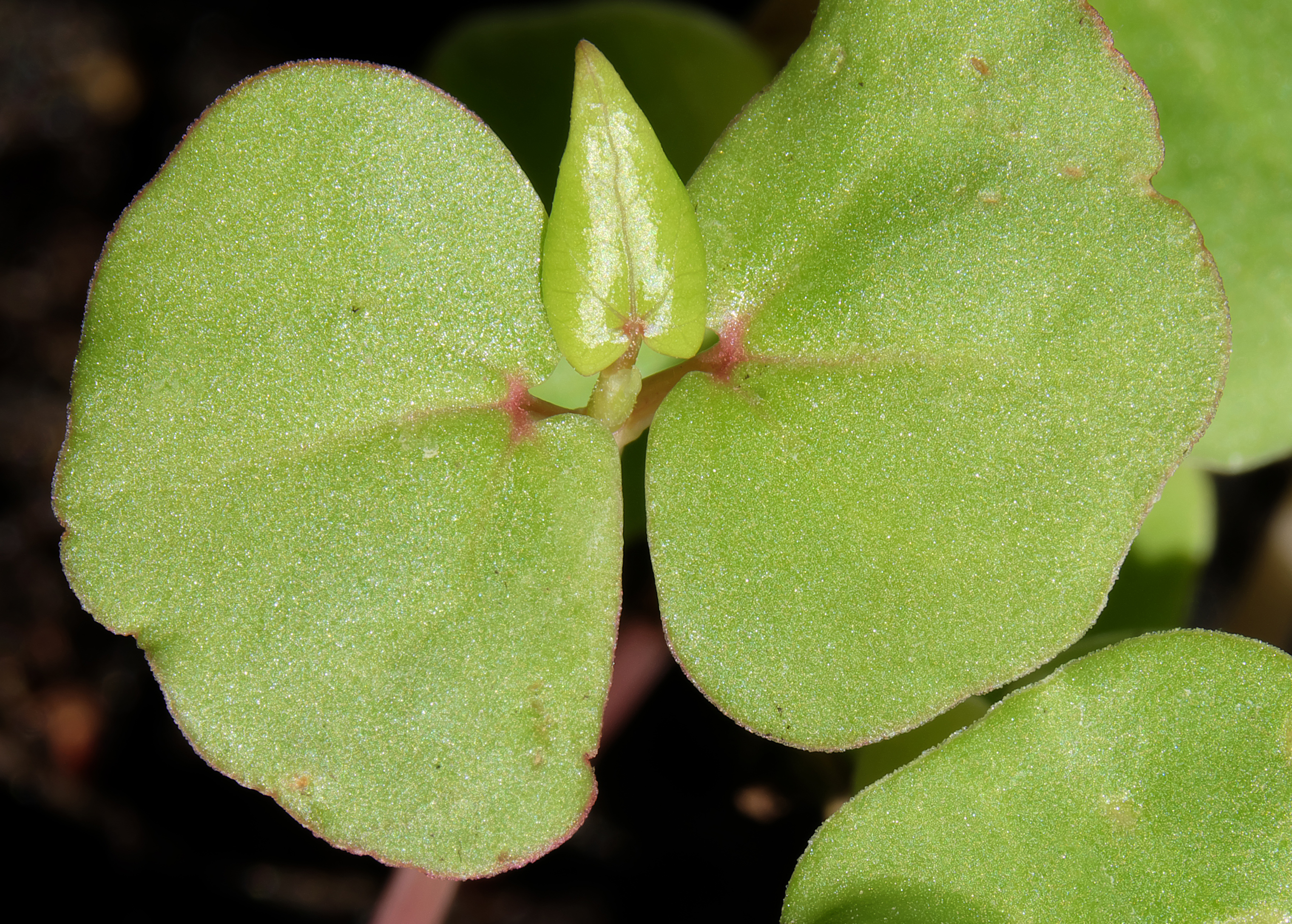
Echter Buchweizen Sämling mit dem ersten echten Blatt
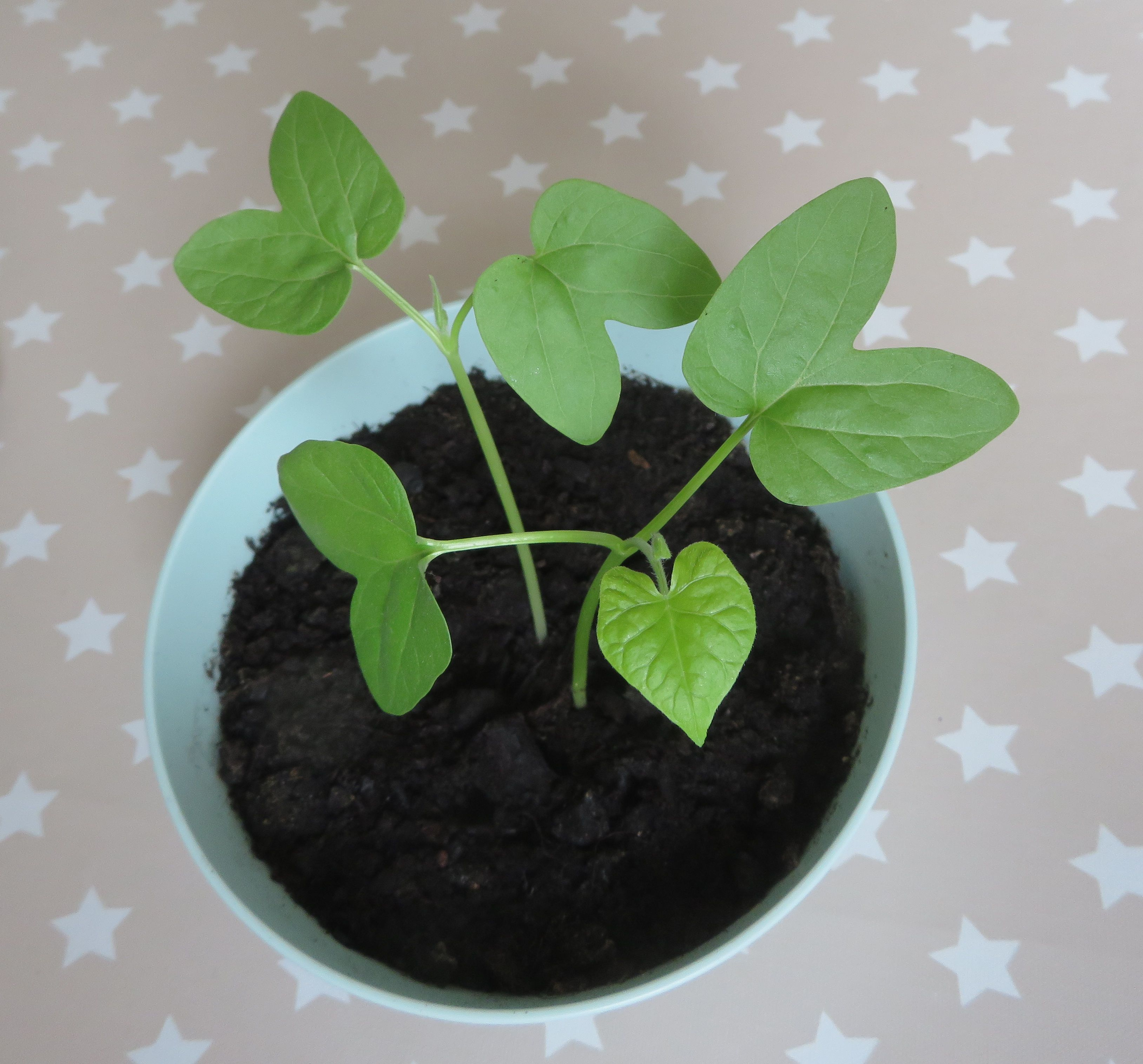
Sämlinge der schönen Zaunwinde
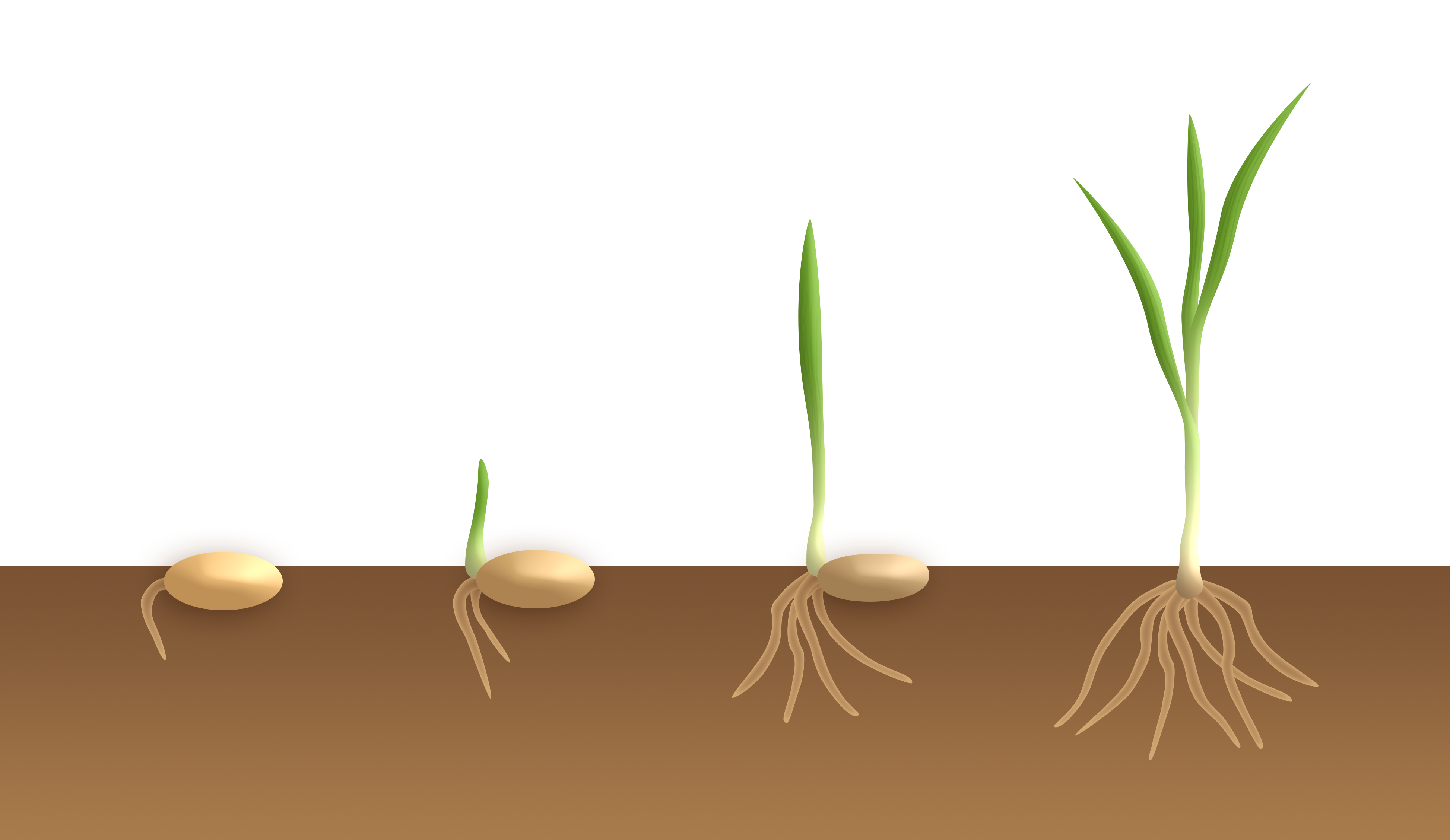
Keimung und Sämling einer einkeimblättrigen Angiosperme
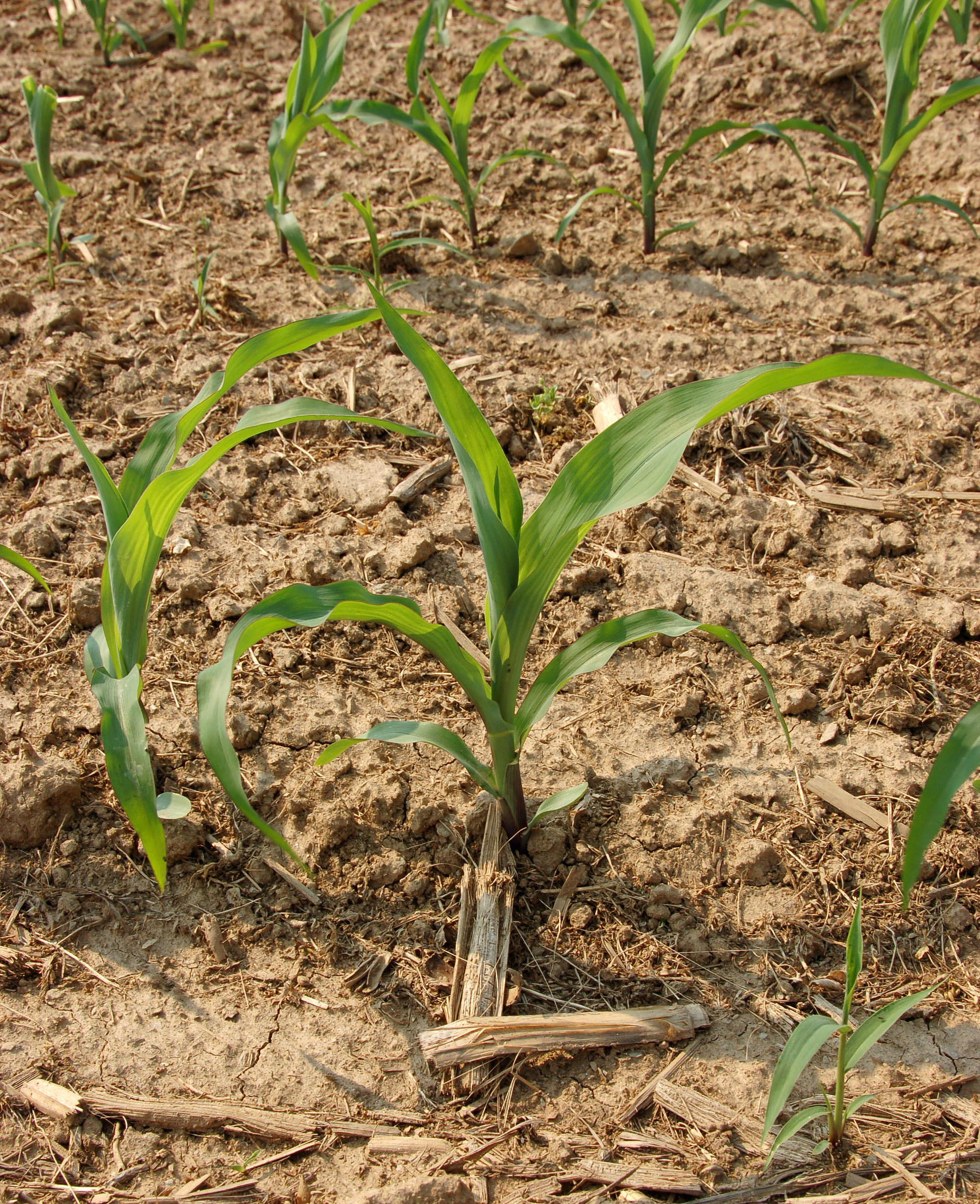
Maissämlinge

## Sämling in der Forstwirtschaft
Im forstwirtschaftlichen Waldbau werden Sämlinge unterschieden in:
- Sämling, eine sortenreine Jungpflanze
- Wildling, junge Wildpflanzen aus Naturverjüngungen

## Sämling im Weinbau
Sämling ist auch ein weinbaukundlicher Fachbegriff. Heute werden alle Rebsorten vegetativ durch so genannte Blindreben (auch Blindholz oder Steckling) vermehrt, da nur auf diese Art eine sortenechte Vermehrung sichergestellt ist. Ein Sämling entsteht hingegen durch das Keimen eines Traubenkernes entweder in der Natur oder durch bewusste Züchtung durch den Menschen. Die genaue genetische Herkunft von in der Natur entstandenen Sämlingen ist meist nur sehr schwer feststellbar; Neuzüchtungen sind allerdings unter genauer wissenschaftlicher Kontrolle alle aus Sämlingen entstanden und wurden später nach genauer weinbaukundlicher Prüfung vegetativ weitervermehrt.

## Sämlinge im Obstbau
Die meisten der in Europa kultivierten Obstbäume gehören zu den Rosengewächsen. Dazu gehören Äpfel, Birnen, Pflaumen, Mandeln, Quitten, Süß- und Sauerkirschen. Üblicherweise werden diese Bäume durch Veredelung vermehrt. Wenn diese durch Samen vermehrt werden, kommt es in den seltensten Fällen zu einem Baum, der, wenn er überhaupt länger lebt, nutzbare Früchte trägt. Quoten von wenigen Exemplaren aus 1000 Sämlingen sind üblich. Ein durch Samen gewonnener guter Baum ist immer eine neue Sorte. Dies kann durch gezielte Zucht geschehen, oder durch Zufall. In letzterem Fall spricht man von einem Zufallssämling. Einige bekannte Apfelsorten wie Braeburn, Golden Delicious, Boskop oder Granny Smith sind solche Zufallssämlinge.